# Eupsilocephala kroeberi
Eupsilocephala kroeberi är en tvåvingeart som beskrevs av Paramonov 1950. Eupsilocephala kroeberi ingår i släktet Eupsilocephala och familjen stilettflugor. Inga underarter finns listade i Catalogue of Life.